# Sciurus nayaritensis
La ardilla zorro mexicana (Sciurus nayaritensis) es una especie de roedor de la familia Sciuridae.

## Distribución geográfica
Se encuentra en México y Estados Unidos.